# Julio Prado Amor
Julio Prado Amor (Valparaíso, 26 de agosto de 1870-Santiago, 4 de agosto de 1951) fue un político, abogado y profesor chileno.

## Primeros años de vida
Fue hijo de Julio Prado Delgado y de Adela Amor Cilleruelo. Estudió en el Colegio de los Sagrados Corazones de Valparaíso; en el Seminario Conciliar y en el Instituto Nacional de Santiago. Cursó Derecho en la Universidad de Chile, y Pedagogía en la misma universidad. Se recibió de profesor en Historia y Geografía, el 21 de diciembre de 1896 y de abogado el 13 de enero de 1897.
Contrajo matrimonio en Santiago, el 14 de septiembre de 1903, con María Valdés La Jara con quien tuvo dos hijos: José Miguel y Marina.

## Labor Presidencial
En 1889 fue oficial supernumerario del Ministerio de Relaciones Exteriores, y en 1891 era oficial de partes del Ministerio de Guerra. En 1898 comenzó a trabajar como profesor de su asignatura en el Liceo Amunátegui.
Integró el Partido Liberal Democrático y fue nombrado Gobernador de Taltal (1901) y de Antofagasta (1902). Intendente de Atacama (1903).
Secretario de la Sociedad de Instrucción Primaria de Santiago (1904-1928). Elector presidencial por Santiago (1906) y Regidor Municipal de la capital (1913), todo representando a su partido, del cual fue importante líder.

## Labor Parlamentaria
Elegido Diputado por la agrupación departamental de Ovalle, Combarbalá e Illapel (1912-1915); y por Copiapó, Chañaral, Vallenar y Freirina (1915-1918). Integró las Comisiones permanentes de: Instrucción Pública; Hacienda y Legislación Social.
En 1918 fue elegido Consejero de Instrucción Pública. Ministro de Justicia e Instrucción Pública (1919), bajo la administración de Juan Luis Sanfuentes. 
Vicepresidente del Partido Liberal Democrático Aliancista (1924), puso su firma a un manifiesto en que se apuntaban dos aspiraciones cardinales: la reforma constitucional en algunos puntos destinados a garantizar el sufragio; y la unificación de los grupos liberales, para construir el partido de centro que serviría de base al régimen futuro.
Fue director del Patrono Nacional de la Infancia; administrador de la Gota de Leche; administrador del Hipódromo Chile; director de la Unión Comercial y de la Sociedad Nacional de Profesores. Fue socio del Club de La Unión, de la Sociedad de Fomento y de la Sociedad Nocional de Agricultura.

### Honores
Entre las distinciones que obtuvo cabe mencionar:
- “Comendador de la Orden de Isabel la Católica” (1918).

- "Comendador de la Orden de Carlos III" (1921).

- “Comendador de la Orden Militar de Cristo”.

- “Académico de la real Academia de Artes y Ciencias de Cádiz”; la “Medalla de Oro de la Batalla de Victoria”; Académico de Jurisprudencia y Legislación de Madrid (1922).

- “Comendador de la Orden de la Corona de Italia” (1927), entre muchos otros reconocimientos internacionales.